# Bà Mu

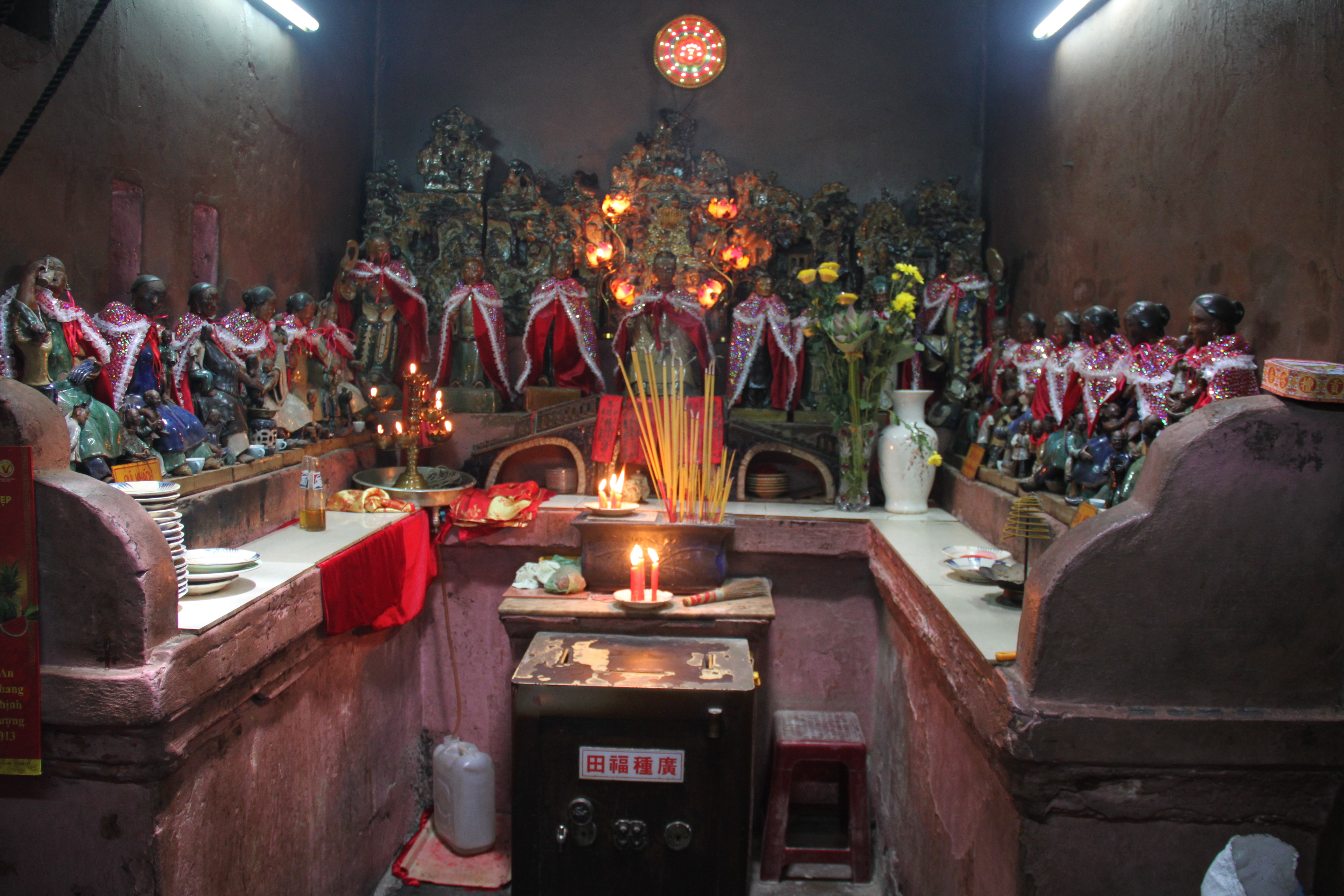
Estátua de 12 Bà Mu e Kim Hoa Thánh Mẫu

O Bà Mu, ou "Doze Parteiras", são criaturas da mitologia Vietnamita e da religião popular. São doze fadas que ensinam aos bebês vários traços prósperos e habilidades como: sucção e sorriso. Em algumas partes do Vietnã, quando um bebê completa um mês de idade, um ritual especial é realizada para as "Doze Parteiras".